# Ochthebius eburneus
Ochthebius eburneus är en skalbaggsart som beskrevs av Sahlberg 1900. Ochthebius eburneus ingår i släktet Ochthebius och familjen vattenbrynsbaggar. Inga underarter finns listade i Catalogue of Life.